# Jiří Smutný
Jiří Smutný (* 1. dubna 1932, Praha) je český dirigent a skladatel.

## Život
V roce 1950 složil maturitu na reálném gymnáziu. V letech 1951–1955 studoval dirigování (u Václava Smetáčka a Roberta Brocka) a skladbu (u Karla Janečka a Emila Hlobila – druhý obor při dirigování bez absolutoria) na Akademii múzických umění v Praze. V roce 1955 absolvoval u Václava Smetáčka řízením koncertu FOK, u Roberta Brocka provedením Foerstrovy opery Eva s orchestrem Národního divadla a sólisty AMU. Po absolutoriu nastoupil na místo korepetitora na AMU (1955/1956) a od roku 1956 byl korepetitorem v Národním divadle (1956/1978). Posléze působil v Československém státním souboru písní a tanců (1978/1980). V roce 1980 nastoupil na místo pedagoga hudebně teoretických předmětů a dirigenta orchestru v Hudební škole ve Voršilské v Praze. Od roku 1996 do roku 2012 působil na Gymnáziu Jana Nerudy jako profesor harmonie, kontrapunktu a hudebních forem. Od roku 2012 po oddělení hudebních tříd Gymnázia Jana Nerudy a jejich přičlenění pod "křídla" Hudební školy, působí dosud (2018) na Gymnáziu a Hudební škole hl. m. Prahy jako odborný knihovník a poradce ohledně hudební literatury.

## Dílo
Jeho kompozice zahrnují scénická díla, instrumentální skladby, vokální díla (pro sólový hlas, či sbory). Zvláštní pozornost si zaslouží scénická díla, která získala uznání jak doma, tak i v zahraničí, mnohá z nich byla uvedena nebo zaznamenána v tehdejším Československém rozhlase a televizi.

### Opery a scénická hudba
K prvním provedeným kompozicím patří písně
- Nocturno (Rabíndranáth Thákur, provedlo AMU 1957)
- Před fortnou milosrdných (Jan Neruda, provedeno 1958)

První veřejně provedené scénické dílo Jiřího Smutného byla jednoaktová opera Ženská ctnost (Giovanni Boccaccio). V sezoně 1960/1961 ji nastudovala opera v Ústí nad Labem. Premiéru řídil sám autor. V následující sezóně (1961/1962) byl opět v Ústí nad Labem proveden dětský balet Dva dny na Měsíci (choreograf Jiří Blažek).
První Smutného operou zaznamenanou tehdejší Československou televizí byly Dalskabáty, hříšná ves (podle Jana Drdy, 1962), posléze opera Věštkyně (podle Karla Čapka, 1965). V roce 1965 byla provedena i jeho opera Ženská historie podle povídky Eduarda Basse.
V roce 1968 získal J. Smutný první cenu v soutěži k výročí republiky za operu Klementina (podle Vercorse). Společně s Josefem Melčem získali cenu k výročí rozhlasu za rozhlasovou operu Cesta za hvězdou (1969).
V roce 1969 byla uvedena opera Noční rozhovor (podle Friedricha Dürrenmatta) v rámci festivalu české opery ve Stuttgartu. V témže roce měla být televizí natočena opera Dvojník (podle F. Dürrenmatta), z ideologických důvodů však bylo natáčení zrušeno. Později byla opera provedena v divadle v německém Gelsenkirchenu v sezóně 1974/1975.
Za pozornost stojí K smrti odsouzení (vznikalo mezi lety 1980 až 1985) na německé libreto pojednávající o turecké genocidě Arménů za první světově války.
Další opery:
- Budapešťský rychlík (1961)
- Duel (1980).

### Instrumentální hudba (výběr)
- Rapsodie pro violoncello a komorní soubor
- Sonata da requiem (premiéroval J. Tomášek (housle))
- Houslová sonáta
- Koncert pro cembalo a orchestr
- Symfonieta pro sólový klavír a orchestr
- Bagately (1986) pro klavír
- Dechový quintet (1968)
- Hudba (1990) pro žestě a klavír
- Concertino pro basklarinet – věnováno Josefu Horákovi

### Vokální skladby
- pro sólový hlas s doprovodem

Vokální skladby zahrnují písně pro sólový hlas s doprovodem klavíru např. Vyznání (1977) pro tenor a klavír, Cestou (1983) sedm písní pro střední hlas a klavír aj.
Mezi skladby pro sólový hlas s doprovodem orchestru, či jiného hudebního tělesa patří např. 4 písně (1982) pro střední hlas a malý orchestr, Bajky na La Fontaine a Krillova (1981) pro bas a dechový kvintet etc.
- pro sbor

Sborové dílo obsahuje mimo jiné: Requiem za mrtvé milence (1969) pro sbor a orchestr, Slovo (1993) pro soprán, baryton, sbor, violu, violoncello, varhany a bicí.